# Palthisomis baresalis
Palthisomis baresalis là một loài bướm đêm trong họ Noctuidae.